# Um Domingo Qualquer
Any Given Sunday (pt/br: Um Domingo Qualquer) é um filme de 1999 dos Estados Unidos, do género drama, realizado por Oliver Stone e escrito por John Logan e pelo próprio Stone, com base em história de Daniel Pyne e John Logan.

## Sinopse
O filme conta os bastidores do futebol americano, passando desde os jogadores até os treinadores, a imprensa e os donos das equipes, que controlam o jogo como um grande negócio que lucra milhões de dólares todos os anos.

## Elenco
- Al Pacino.... Tony D'Amato
- Cameron Diaz.... Christina Pagniacci
- Dennis Quaid.... Jack Rooney
- James Woods.... Dr. Harvey Mandrake
- Jamie Foxx.... William Beaman
- LL Cool J.... Julian Washington
- Matthew Modine.... Dr. Alie Powers
- Jim Brown.... Montezuma Monroe
- Charlton Heston.... comissário
- Ann-Margret.... Margaret Pagniacci
- Aaron Eckhart.... Nick Crozier
- Lauren Holly.... Cindy Rooney
- Elizabeth Berkeley.... Mandy
- James Caviezel.... James D'Amato
- Oliver Stone.... comentarista de TV
- Marty Wright.... Beastman

## Principais prêmios e indicações
Festival de Berlim 2000 (Alemanha)
- Indicado ao Urso de Ouro.

ALMA Awards 2000 (EUA)
- Venceu na categoria de atriz de cinema extraordinária (Cameron Diaz).